# Luca Wackermann
Luca Wackermann (Rho, 13 maart 1992) is een Italiaans wielrenner.

## Carrière
Wackermann maakte in 2020 zijn debuut in de Ronde van Italië. Wackermann startte sterk met een zesde plek in de tweede etappe. Na de vierde etappe op Sicilië moest Wackermann opgeven na een zware val. De Italiaan kwam in de slotfase van de vierde etappe ten val met zijn ploeggenoot Etienne van Empel, doordat een laaghangende helikopter de dranghekken omver had geblazen. In het ziekenhuis van Messina werd als diagnose gesteld: een hersenschudding, een gebroken neusbeen, meerdere verwondingen aan het gezicht, schade aan de lendenwervel, een gehavende lip, tandboog en linker wenkbrauw en schaafwonden over het hele lichaam.

## Overwinningen
2009
 Europees kampioen op de weg, Junioren
2012
Trofeo Menci Spa
2016
2e en 3e etappe Ronde van Oranie
Eindklassement Ronde van Oranie
1e en 3e etappe Ronde van Blida
Eind- en puntenklassement Ronde van Blida
2e etappe Ronde van Annaba
Eindklassement Ronde van Annaba
4e etappe Ronde van Azerbeidzjan
2018
2e etappe Ronde van de Limousin
2020
1e etappe Ronde van de Limousin
Eindklassement Ronde van de Limousin

## Resultaten in voornaamste wedstrijden
| Jaar | Ronde van Italië | Ronde van Frankrijk | Ronde van Spanje |
| ---- | ---------------- | ------------------- | ---------------- |
| 2013 |                  |                     |                  |
| 2014 |                  |                     |                  |
| 2015 |                  |                     |                  |
| 2016 |                  |                     |                  |
| 2017 |                  |                     |                  |
| 2018 |                  |                     |                  |
| 2019 |                  |                     |                  |
| 2020 | opgave           |                     |                  |

| Jaar | Milaan-San Remo | Ronde van Vlaanderen | Parijs-Roubaix | Ronde van Lombardije |  | Wereldranglijsten |
| ---- | --------------- | -------------------- | -------------- | -------------------- |  | ----------------- |
| 2013 |                 |                      | opgave         |                      |  |                   |
| 2014 | opgave          | opgave               | opgave         |                      |  |                   |
| 2015 |                 |                      |                | opgave               |  |                   |
| 2016 |                 |                      |                |                      |  |                   |
| 2017 | 128e            |                      |                |                      |  |                   |
| 2018 |                 |                      |                | 57e                  |  | 427e (UWR)        |
| 2019 |                 |                      |                |                      |  | 1354e (UWR)       |
| 2020 |                 |                      |                |                      |  |                   |

## Ploegen
- 2012 –  Lampre-ISD (stagiair vanaf 1-8)
- 2013 –  Lampre-Merida
- 2014 –  Lampre-Merida
- 2015 –  Southeast
- 2016 –  Nasr Dubai
- 2017 –  Bardiani CSF
- 2018 –  Bardiani CSF
- 2019 –  Bardiani CSF (tot 31-7)
- 2020 –  Vini Zabù-KTM
- 2021 –  EOLO-Kometa

Anacona ·
Bertagnolli ·
Boets · 
Bole ·
Bono ·  
Cimolai ·   
Cunego ·
Graziato ·
Hondo ·
Kostjoek ·
D. Kryvtsov ·
J. Krivtsov ·
Kvatsjoek ·
Lloyd ·
Malori ·
Marzano ·
Mori ·
Niemiec ·
Petacchi ·
Pietropolli ·
Possoni ·
Righi ·
Scarponi ·
Sjejdyk ·
Spezialetti ·
Stortoni ·
Ulissi ·
Viganò ·
Cattaneo (stagiair) ·
Viola (stagiair) ·
Wackermann (stagiair)
Anacona ·
Bono ·  
Cattaneo ·
Cimolai ·   
Cunego ·
Dodi ·
Đurasek ·
Favilli ·
Ferrari ·
Graziato ·
Lloyd ·
Malori ·
Mori ·
Niemiec ·
Palini ·
Petacchi (tot 23/04) ·
Pietropolli ·
Polanc ·
Pozzato ·
Richeze ·
Scarponi ·
Serpa ·
Stortoni ·
Ubeto ·
Ulissi ·
Viganò ·
Wackermann ·
Bonifazio (stagiair) ·
Cambianica (stagiair) ·
Conti (stagiair)
Anacona · Bonifazio · Bono · Cattaneo · Cimolai · Conti · Costa  · Cunego · Dodi · Đurasek · Favilli · Ferrari · Horner · Modolo · Mori · Niemiec · Oliviera · Palini · Polanc · Pozzato · Richeze · Serpa · Ulissi · Valls · Wackermann · Xu · Kasjavy (stagiair) · Vaccher (stagiair)
Andriato · Belletti · Bertazzo · Busato · Carretero · Cecchinel · Conti · Dal Col · Favilli · Fedi · Finetto · Fonzi · Gavazzi · Gil · Mareczko · Monsalve · Petacchi · Ponzi · Tedeschi · Wackermann · Zhupa · Amezqueta (stagiair) · Rodríguez (stagiair)
Albanese · Andreetta · Barbin · Boem · Bresciani · Ciccone · Maestri · Maronese · Pacinotti · Pirazzi · Rota · Ruffoni · Simion · Sterbini · Tonelli · Velasco · Wackermann · Zardini · Fortunato (stagiair) · Orsini (stagiair)
Albanese · Andreetta · Barbin · Bresciani · Carboni · Ciccone · Guardini · Maestri · Maronese · Orsini · Rota · Savini · Senni · Simion · Sterbini · Tonelli · Wackermann
Albanese · Barbin · Bresciani · Carboni · Covili · Guardini · Maestri · Maronese · Orsini · Pessot · Romano · Rota · Savini · Senni · Simion · Tonelli · Wackermann
Albanese · Archibald · Bais · Belletti · Christian · Dina · Fancellu · Fetter · Fortunato · Frapporti · García · Gavazzi · Grávalos · Pacioni · Ravasi · Rivi · Ropero · Sevilla · Viegas · Wackermann · Hernaiz (stagiair) · Martin (stagiair) · Piganzoli (stagiair)